# 仁荷工業専門大学

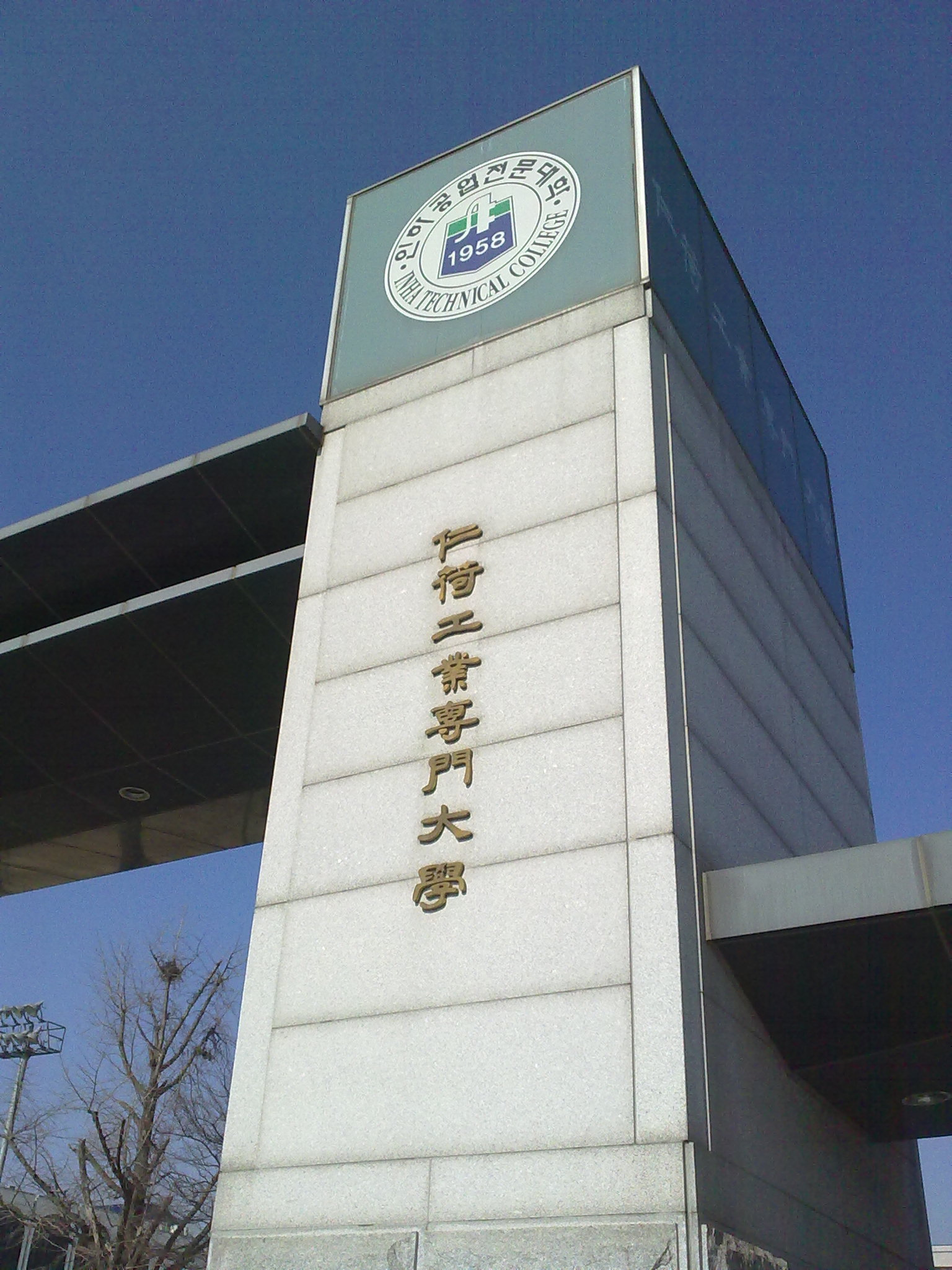

仁荷工業専門大学（インハこうぎょうせんもんだいがく、イナこうぎょうせんもんだいがく、Inha Technical College）は、仁川広域市に本部を置く大韓民国の専門大学。 
韓国内における専門大学ランキングでは、国内1位に属する。 
大韓航空傘下の学校で、同じ財団である仁荷大学校と同じ敷地にある。  
韓国の専門大学の中で外国人の入学が可能な学校の一つである  

## 教育編制
以下は、2015年時点で設けられている学士学位プログラム一覧である。
| 機械工学部                               | 輸送機械工学部                                        | 情報産業工学部                                                 | コンピュータ情報工学部                                    | 建築学部                |
| ---------------------------------------- | ----------------------------------------------------- | -------------------------------------------------------------- | --------------------------------------------------------- | ----------------------- |
| - 機械科 - 機械設計科 - メカトロニクス科 | - 造船海洋科 - 航空機械科 - 自動車科                  | - 電気情報科 - デジタル電子科 - 情報通信科                     | - コンピューター情報工学科 - コンピューターシステム工学科 | - 建築科 - 室内建築学科 |
| 新素材工学部                             | デザイン学部                                          | サービス学部                                                   | 地球環境工学部                                            |                         |
| - 化工環境科 - 金属材料科                | - インダストリアルデザイン科 - ファッションデザイン科 | - 航空運航科 - 航空経営科 - 観光経営科 - 秘書ホテル科 - 経営科 | - 土木環境科 - 航空地理情報科                             |                         |

24の学科で構成されており、専攻深化課程を運営している科がある。
専攻深化課程開設学科(2018年1月基準)
- コンピューターシステム工学科 (コンピューターシステム科専攻深化)
- コンピューター情報工学科 (コンピューター情報科専攻深化)
- 室内建築学科 (室内建築科 専攻深化)
- 土木環境科 (土木工学科 専攻深化)

## 主要名所
大韓航空で使用されていたボーイング727航空機が実習用として提供された。 空港から学校へ運ぶために解体された後、運ばれてから再度組み立てられ、現在の大学キャンパス内で見ることができる。  
設置後、総合実習館の竣工により展示位置を移転する必要が生じたが、この時は本学の教職員がフレームを製作してその航空機を現在の位置に移した。

## 学校の特徴
工学系列が有名で3点後半の単位と資格をある程度取得すれば大企業を狙える看板学科として航空機械科がある。 かなり高い立決で定時2等級台の立決を維持している。 そのため、ほぼ毎年、学校の首席入学生がこの学科から出ている。  
ただでさえ機械関連学科は勉強が難しいのに、同学科に一般高校の生徒たちより相対的に簡単に入ってきた特性化高校の生徒たちは、高校生活よりはるかに多い性的ストレスと勉強量を強要される。 ある程度単位を取るには覚悟しなければならない。
1992年に新設された航空測量科を母胎とした航空地理情報科は、韓国で初めて空間情報関連の大学教育を実施した。 その後、複数の4年制大学において空間情報工学科を開設しているが、その学問を扱う専門大学は唯一である。
測量の基準点である水準原点がここにある。 登録文化財第247号。 そのため、測量学を学ぶ人は、教材でこの学校名を見ることができる。 しかし、水準原点のため、すぐ近くにある7号館と6号館の再建築は不可能だという。 水準原点の高さが変わる可能性があるため許可が出ないようだ。
最近、ロッテグループの系列会社であるロッテアルミニウムのCEOに同窓の金英順（キム·ヨンスン）が就任してから、学校のほぼすべての企業関連行事にその会社が含まれている。 
仁荷大学校と学校の敷地を共有する。 それで仁荷大学の第2寮に行く時、仁荷公園を横切る場合もあったが、この問題をめぐって仁荷公園の学生たちとの摩擦が若干あった。
碇石航空科学高校もすぐ隣にある。  
キャンパス内には、大韓航空が実習のために寄贈したボーイング727機が、仁荷公転運動場内にある。 実際、その機体は大韓航空376便胴体着陸事故で吹き飛ばされた機体で、事故後、運行不能の判決を受けたため、人工衛星の実習用として寄贈されたのだ。 それで普段は中に入ることができない。 